# Борисоглебский монастырь (Водяное)
Свято-Борисоглебский монастырь (укр. Свято-Борисо-Глібський жіночий монастир) — православный женский монастырь в селе Водяное Змиевского района Харьковской области. Расположен в пойме реки Уды, на её правом берегу.

## История

### История храма
Храм в селе Водяное существует с 1700 года (по другим данным, с 1711).
После «екатерининского» закрытия тринадцати монастырей Харьковской епархии в 1788 году храм Бориса и Глеба села Водяное купил иконостас Никольского собора упразднённого Николаева Казацкого Змиевского монастыря.
В 1819 году Борисо-Глебский храм был перенесен на новое место, в сторону села Боровая (Змиевской район).
В 1880-х годах на средства прихожан было начато строительство существующего сейчас кресто-купольного одноглавого одноапсидного каменного приходского храма в древнерусско-византийском стиле по проекту епархиального архитектора В. Х. Немкина. Строительство продолжалось долго и было окончено в 1905 году. Специально для строительства храма рядом был построен небольшой кирпичный завод. Храм расписал местный художник-самоучка Феодор Рубан.
Храм был построен на земле профессора Харьковского Императорского университета Фёдора Александровича Зеленогорского (1839-19.07.1906) и помещика Г. Кочубея, в живописной холмисто-луговой местности (до постройки в 1961 году автострады Харьков-Змиёв, прорезавшей холмы рядом с храмом).
Основными ктиторами строительства были местная помещица села Красная Поляна Серафима Николаевна Ключарова (преставилась 19 июня 1906) и харьковский профессор Ф. А. Зеленогорский. Они похоронены на территории монастыря; могилы сохранились.
Храм был закрыт в 1932 году, открыт в 1942, закрыт в 1943, открыт в 1991.

### История монастыря
Монашеская община существует с 1992 года.
Монастырь утверждён решением Священного Синода Украинской Православной церкви 15 апреля 1997 года. Настоятельницей была назначена монахиня Серафима (Санталова), а духовным пастырем игумен Севастиан (Щербаков), который через несколько лет (в 2000—2003) отстроил возрождённый Покровский монастырь в Харькове. В мае 1997 года в монастыре начали совершаться богослужения.
20 июля 1997 года во время Божественной Литургии в храме обители чудесным образом мгновенно обновилась икона Спаса Нерукотворного.
28 октября 1997 года Священный Синод УПЦ постановил считать данную икону Спаса Нерукотворного чудотворной.
До 2012 года находился в Харьковской и Богодуховской епархии Московского патриархата, с 8 мая 2012 года — в Изюмской и Купянской, поскольку Харьковская епархия была разделена на две, и Змиевской район отошёл к Изюмской епархии.

### Колодец Бориса и Глеба
На территории монастыря до начала 1990-х годов не было питьевой воды; попытки наладить водоснабжение не удавались.
Однажды настоятелю монастыря архимандриту Севастиану Щербакову пришла мысль, где нужно копать, и он поставил там крест. В данном месте оказалась вода, и выкопали колодец.
Позднее геодезисты выяснили, что настоятель попал крестом в пересечение трёх подземных источников, и это место наиболее удачно подходило для родниковой воды.
Вода оказалась лечебной.
Колодец был расписан видами различным монастырей и библейскими сюжетами.

## Настоятельницы
- Серафима (Санталова) (15 апреля — 30 декабря 1997)[6]
- Мария-Магдалина, в схиме Агапия (Кашкина) (30 декабря 1997-3 марта 2002, 29 июня 2004[6]-11 мая 2013)
- Серафима (Мерлан) (3 марта 2002 — 29 июня 2004)[6]
- Ангелина (Нечаева) (с 30 июня 2013)

## Насельницы
В 2007 году в монастыре жили три схимонахини, девять монахинь, пять инокинь и десять послушниц.

## Храмы
- Храм во имя страстотерпцев Бориса и Глеба. Построен в 1905 году вместо старой деревянной церкви. В 1932 году храм был закрыт. Во время Великой Отечественной войны некоторое время был действующим (1942—1943 гг.) В 1991 году предпринята попытка восстановления храма.

В 1995—1996 г. настоятелем храма иеромонахом Севастианом (Щербаковым) проводились восстановительные и реставрационные работы. Храм был вновь открыт.
- 11 апреля 2010 года викарным епископом Харьковской епархии архиепископом Изюмским Онуфрием (Лёгким) освящено место под строительство собора в честь Преображения Господня. В 2012 году была заложена капсула и начато строительство. в 2021 году строительство не было окончено.

## Святыни
- Чудотворная икона Спаса Нерукотворного (XVIII век, подарена в 1997 г., обновилась 20 июля 1997 г.).
- Обновляющаяся икона Казанской Божией Матери (XVII век, подарена в начале 2000-х гг., обновляется постепенно).
- Чтимая икона страстотерпца Николая Второго (XXI век, подарена обители правящим епископом Елисеем (Ивановым) 20 июля 2012 г.).